# Amanda Adrienne
Amanda Adrienne (Los Angeles, 23 agosto 1980) è un'attrice, modella e fotografa statunitense.

## Biografia
Ha frequentato la scuola  di design Parson a New York, si è laureata all'Università del Minnesota con BA in inglese e fotografia.
Ha recitato nei i film Le chapeau (2011), Savaged (2013), Dreams of Solace (2011) e Eldad (2009).
Ha posato nel 2006 per l'azienda di abbigliamento americana American Apparel, lavorando inoltre come fotografa per la stessa compagnia per la quale ha creato i due album Around california e Minnesota/West Virginia.

## Filmografia
- Beautiful (The Bold and the Beautiful) – serial TV, puntata 6212 (2011)
- Savaged, regia di Michael S. Ojeda (2013)